# Монталбо (Пјаченца)
Монталбо је насеље у Италији у округу Пјаченца, региону Емилија-Ромања.
Према процени из 2011. у насељу је живело 99 становника. Насеље се налази на надморској висини од 359 м.